# Black Fox (аниме)
Black Fox (яп. 黒いキツネ Ку:рой Кицунэ, Чёрная Лиса) — оригинальный японский анимационный полнометражный фильм, созданный студией 3Hz.

## Сюжет
Городская легенда разошлась по сети благодаря видеохостингам. Имя этой легенде — «Чёрный лис». Некий фантом в маске тёмной лисицы появляется ночью на крышах небоскрёбов. Рикка Исураги - молодая девушка, живущая в доме своей семьи, которые, как оказалось, являются потомками ниндзя, на окраине города Брэд. Ожидается, что она пойдет по стопам своего деда, Хай Исуруджи, и станет следующим главой семьи, но вместо этого она хочет быть похожей на своего отца Аллена Исуруги, известного ученого-робота. Однажды Рикка возвращается домой из школы на свой день рождения и обнаруживает, что на нее нападает ударная группа во главе с бывшим коллегой ее отца, Лорен, для проведения своих исследований, в том числе трех дронов животных - Оборо, Мадара и Касуми. Хёэей пытается дать отпор, только чтобы быть смертельно раненным эспером, которого контролирует Лорен. Аллен также застрелен и умирает, но не раньше, чем дроны благополучно доставят Рикку. После этого Рикка клянется найти виновных в гибели ее семьи и уничтожить их.

## Персонажи
Рикка Усуруги (яп. 石動 律花) - Главная героиня, девушка-ниндзя, являющийся детективом на тренировках.
Сэйю: Аяка Нанасэ
Мия (яп. ミア) - Девушка-эспер, которую исследовал и использовал её отец Лорен. Его эксперименты укрепили её способности и превратили её в мощного телекинетика.
Сэйю: Харука Томацу
Мелисса (яп. メリッサ) - Соседка по комнате.
Сэйю: Ё Таити
Аллен (яп. アレン) - Отец Рикки, который является опытным учёным.
Сэйю: Хироси Цутида
Хьёэй (яп. 兵衛) - Дед Рикки, а также 26-й глава клана Исуруги.
Сэйю: Эйдзо Цуда
Оборо (яп. オボロ) - Собачий беспилотник, который служит Рикке.
Сэйю: Кэйдзи Фудзивара
Мадара (яп. マダラ) - Дрон ввиде Белки-летяги, которая обслуживает Рикку.
Сэйю: Аки Тоёсаки
Касуми (яп. カスミ) - Орлиный дрон, который служит Рикке.
Сэйю: Косукэ Ториуми
Лоурен (яп. ローレン) - Бывший коллега Аллена.
Сэйю: Нобуо Тобита
Брид (яп. ブラッド) - Президент Градсхайм и мэр горда Брод.
Сэйю: Хироки Тоти
Гарольд (яп. ハロルド) - Босс Рикки в детективном агентстве, в котором она работает.
Сэйю: Рикия Кояма

## Производство
Режиссёром картины стал Кадзуя Номура, сценарий пишет Наоки Хаяси. Производство было поручено анимационной студии 3Hz совместно со студией Infinite. Ацуси Сайто создал дизайн персонажей. Художники-дизайнеры серии: Фумихиро Катагай (дизайн мех), Кэндзи Андо (дизайн механических животных), Рё Акидзуки (дизайн окружения) и Юхо Таниути, Мориёси Охара, Ацуси Морикава, Дзю Исигути, а также Ко Кавамура отвечают за дизайн фонов. Юдзи Канэко стал художественным руководителем сериала. Юки Ногути — колорист, а Хирофуми Араки — графический художник. За музыкальное сопровождение отвечает композитор Масару Ёкояма. 
Трансляция фильма состоялась на сервисе Crunchyroll, 4 октября 2019 года по всему миру, кроме Азии, Франции, Германии, Италии, остальной части Европы и России. Премьера фильма также состоялась в японских кинотеатрах 5 октября 2019 года. Начальную тему «Will be "Blackfox» исполняет fripSide.

## Примечание
1. ↑  Hodgkins, Crystalyn. Studio 3Hz Reveals Blackfox Original Anime Project. Anime News Network (16 марта 2018). Дата обращения: 16 марта 2018. Архивировано 17 марта 2018 года.
2. 1 2 3  Hodgkins, Crystalyn. Blackfox Anime Reveals 2nd Promo Video, Cast, Story, Visuals. Anime News Network (16 ноября 2018). Дата обращения: 16 ноября 2018. Архивировано 16 ноября 2018 года.
3. 1 2 3 4 5 6 7 8  Pineda, Rafael Antonio. Blackfox Anime's 3rd Promo Video Reveals New Cast, Staff, Theme Song. Anime News Network (23 марта 2019). Дата обращения: 23 марта 2019. Архивировано 23 марта 2019 года.
4. ↑  Pineda, Rafael Antonio. Black Fox Anime's Video Reveals Additional Staff. Anime News Network (24 марта 2018). Дата обращения: 24 марта 2018. Архивировано 25 марта 2018 года.
5. ↑  Hodgkins, Crystalyn. Blackfox Theatrical Anime Opens in Japan on October 5. Anime News Network (14 июня 2019). Дата обращения: 14 июня 2019. Архивировано 8 октября 2019 года.